# GSG 9
El GSG 9 der Bundespolizei, anteriormente Grenzschutzgruppe 9 (en castellano: Grupo 9º de Protección Fronteriza), es la unidad táctica policial de la Policía Federal Alemana (Bundespolizei). Esta unidad se encarga de combatir el terrorismo y los crímenes violentos, incluyendo la delincuencia organizada.Además de su sede en Sankt Augustin-Hangelar, cerca de Bonn, también tiene una base en Berlín.Desde el 1 de agosto de 2017 depende del Directorado 11 de la Policía Federal.La policía estatal (Landespolizei) mantiene sus propias unidades tácticas regionales, conocidas como Spezialeinsatzkommando.
El GSG 9 está formado por aproximadamente 400 agentes de policía altamente cualificados, cuyas identidades son clasificadas.Esta unidad especializada no sólo opera dentro de Alemania a nivel federal, sino que también protege los intereses alemanes en todo el mundo, como las propiedades y el personal de las embajadas.Junto con el Kommando Spezialkräfte (KSK) y el Kommando Spezialkräfte der Marine (KSM), que son las fuerzas especiales de las Fuerzas Armadas Alemanas (Bundeswehr), el GSG 9 también tiene autoridad para rescatar a ciudadanos en el extranjero en situaciones de rehenes.